# Політ джмеля
«Політ джмеля» — оркестрова інтермедія, написана Миколою Римським-Корсаковим для його опери «Казка про царя Салтана», складеної в 1899—1900 роках. Інтермедією закінчується третій акт, в якому Лебідь-птиця перетворює князя Гвідона в джмеля, щоб він міг злітати до свого батька (який не знає, що Гвидон живий). У першій частині інтермедії є вокальна партія Лебідь-птиці, однак вокальна частина нерідко при виконанні опускається, а віртуозна частина інтермедії виконується як окрема оркестрова мініатюра.

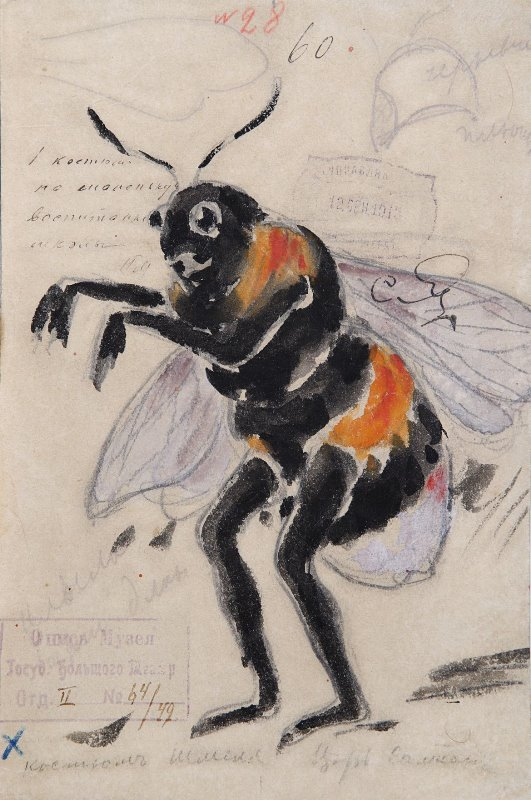
Ескіз костюма Шмеля до опери «Казка про царя Салтана», 1913

Хоча словосполучення «Політ джмеля» не згадується в нотному виданні, за інтерлюдією закріпилася саме така назва. Цей музичний уривок не увійшов до оркестрової сюїти з опери. Музичний матеріал польоту джмеля побудований на лейтмотивах Гвідона:
«Політ джмеля» відомий завдяки гранично швидкому темпу виконання довжелезної послідовності шістнадцяті нот, при якій основною складністю для музиканта є фізичне вміння виконувати ноти з високою швидкістю. В оригінальній версії опери особливо швидко виконувані уривки розподілялися між двома скрипалями в тандемі ; через століття після написання «Політ» став класичною демонстрацією можливостей сольного віртуоза (скрипаля або виконавця на іншому інструменті) і завдяки цьому є найвідомішим у світі твором композитора.

## Курйози
- У 2002 році гітарист Віктор Зінчук був занесений в Книгу рекордів Гіннесса, як музикант, який виконав цей музичний фрагмент в рекордному темпі — 270 ударів в хвилину, або 20 нот за секунду.
- Бразильський рок-гітарист Тіагу Делла Вега в 2008 році поставив рекорд[1] найшвидшого виконання «Польоту джмеля» на гітарі — зі швидкістю 320 ударів в хвилину. Досягнення внесено в Книгу рекордів Гіннесса
- У 2008 році німецько-американський скрипаль Девід Гарретт потрапив в Книгу рекордів Гіннесса, виконавши «Політ джмеля» за 1 хвилину 6,52 секунди.
- У жовтні 2010 року скрипаль Олівер Льюїс[en] поставив новий рекорд виконання «Польоту джмеля» — 1 хвилина 3,356 секунди[2].
- Навесні 2011 року американець John Taylor aka Dr. Hot Licks встановив новий рекорд, зігравши «Політ джмеля» в темпі 600 bpm[3].
- У листопаді 2011 року Тіагу Делла Вега знову побив рекорд, зігравши «Політ джмеля» в темпі 750 bpm[4]
- У березні 2012 року Тейлор Стерлінг виконав «Політ джмеля» зі швидкістю 999 bpm[5]
- У вересні 2012 року американець Деніел Хімбаух виконав Політ джмеля на швидкості — 1300 bpm. На виконання твору з такою швидкістю у нього пішло менше 10 секунд[6].
- У грудні 2015 року Деніел Хімбаух побив свій же рекорд по швидкості, виконавши «Політ джмеля» з швидкості 2000 bpm.